# HAL HPT-32 Deepak
Die HAL HPT-32 Deepak ist ein Schulflugzeug des indischen Herstellers Hindustan Aeronautics.

## Geschichte und Konstruktion
Die HAL HPT-32 Deepak ist ein Tiefdecker mit konventionellem Leitwerk und starrem Bugradfahrwerk. Schüler und Lehrer sitzen nebeneinander im Cockpit unter einem nach hinten zu öffnenden Schiebedach. Das Flugzeug ist vollständig mit Metall beplankt. Der Prototyp startete erstmals am 6. Januar 1977. Eine Weiterentwicklung – die HTT-34 – wurde von einer Propellerturbine angetrieben, ging wegen fehlender Nachfrage jedoch nicht in Serie.
Insgesamt stürzten 17 Deepak ab, wobei 19 Piloten starben. Letztendlich wurde die Deepak-Flotte 2009 aus Sicherheitsgründen gegroundet.

## Varianten
- HPT-32 Deepak – kolbenmotorbetriebenes Grundschul-, Verbindungs und Beobachtungsflugzeug
- HTT-32 – Version mit einer Allison 250-B17D-Propellerturbine

## Militärische Nutzung
Indien
- Indische Luftwaffe
- Indische Marine

## Technische Daten
| Kenngröße             | Daten                                                                                 |
| --------------------- | ------------------------------------------------------------------------------------- |
| Besatzung             | 2                                                                                     |
| Länge                 | 7,7 m                                                                                 |
| Spannweite            | 9,5 m                                                                                 |
| Höhe                  | 2,9 m                                                                                 |
| Flügelfläche          | 15 m²                                                                                 |
| Flügelstreckung       | 6,0                                                                                   |
| Leermasse             | 1034 kg                                                                               |
| max. Startmasse       | 1322 kg                                                                               |
| Höchstgeschwindigkeit | 281 km/h                                                                              |
| Reichweite            | 1400 km                                                                               |
| Triebwerke            | 1 × Lycoming AEO-540-D4B5-Kolbenmotor mit 194 kW                                      |
| Bewaffnung            | 4 × Außenlaststationen unter den Tragflächen für Maschinengewehre, Bomben und Raketen |